# St. Godehard (Kessin)

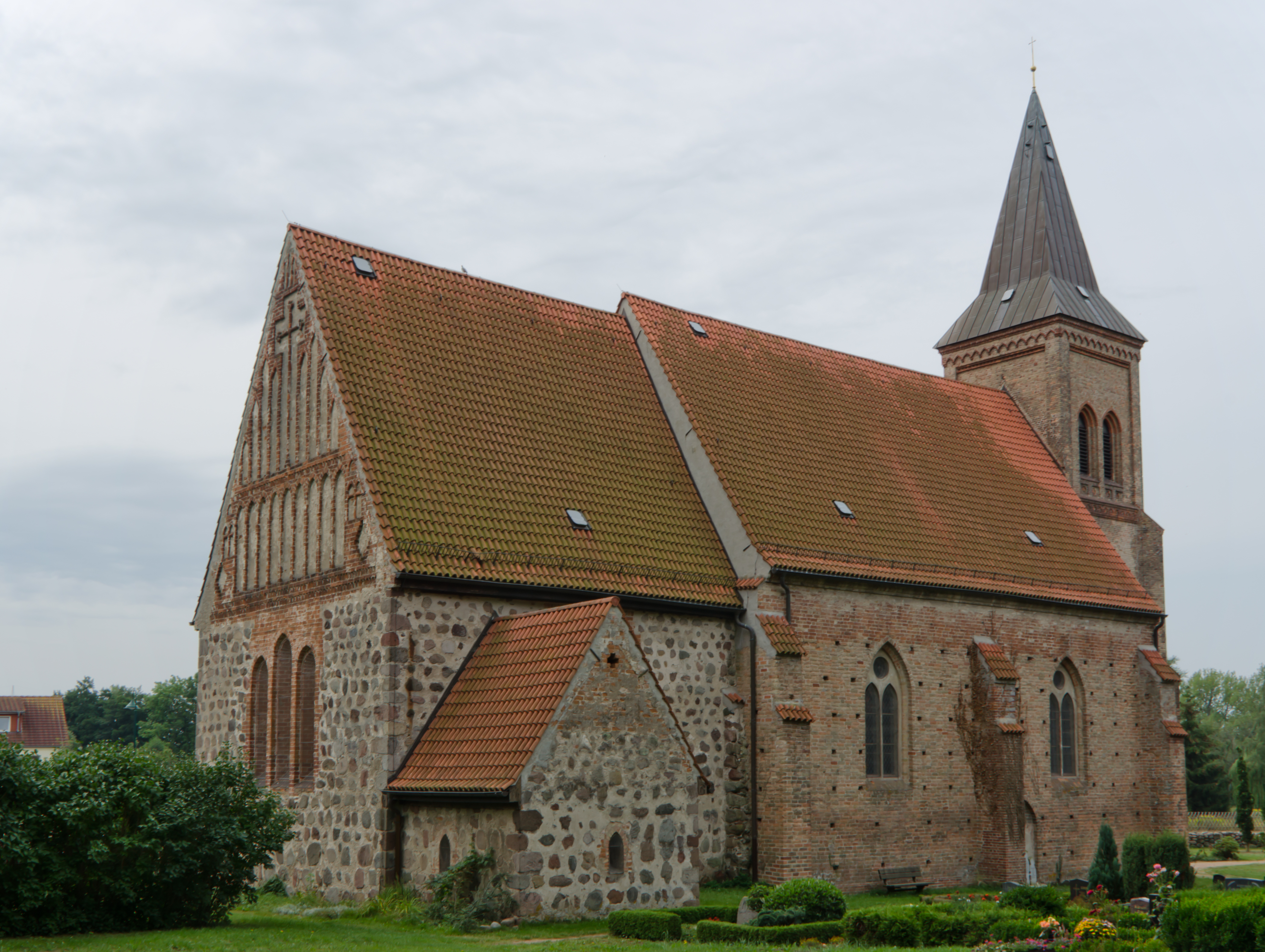
St. Godehard

St. Godehard ist die Kirche der Evangelisch-Lutherischen Kirchgemeinde Kessin im Landkreis Rostock. Die Gemeinde gehört zur Kirchenregion Rostock der Propstei Rostock im Kirchenkreis Mecklenburg der Evangelisch-Lutherischen Kirche in Norddeutschland.

## Name
Der Name leitet sich vom Heiligen Godehard, Bischof von Hildesheim ab, welcher im Hildesheimer Dom begraben liegt.

## Baubeschreibung
St. Godehard ist eine einschiffige Kirche mit eingerücktem, einjochigem Chor und Westturm.
Der Chor wurde 1269 überwiegend aus Feldsteinen errichtet. Nur die Fensterleibungen und der Ostgiebel wurden aus Backstein gemauert. Der Außengiebel wurde mit zwei Reihen spitzbogiger Blenden über einem zweifachen deutschen Band und durch ein gemauertes Kreuz vor vertieftem Grund gestaltet. Im Chorinneren wird das Gewölbe durch Rippen in acht Kappen geteilt.
Auf der Nordseite des Chores befindet sich die ebenfalls aus Feldsteinen errichtete Sakristei, eine angebaute Kapelle auf der Südseite wurde aus Backsteinen erbaut und ist deutlich jünger.
Das Langhaus wurde um 1360 errichtet und wurde vollständig aus Backstein gemauert. Während der Chor noch Merkmale von Romanik und Gotik aufweist, ist dieser Teil der Kirche rein gotisch. Auf der Nord- und Südseite gibt es jeweils zwei dreiteilige mit Spitzbögen abgeschlossene Fenster. Das ursprünglich vorhandene Gewölbe ist 1880 (nach einer anderen Quelle 1865) eingestürzt und wurde durch eine Holzdecke ersetzt.
Die Kirche hatte früher einen niedrigen, freistehenden Kirchturm aus Holz. Dieser befand sich zwischen der Kirche und der Küsterei und hatte einen viereckigen Grundriss. Durch einen Blitzschlag und den folgenden Brand wurden der Turm und seine Glocken am 23. April 1885 zerstört.
Bereits im folgenden Jahr wurde der heutige Turm durch den Schwaaner Maurermeister Möller im neugotischen Stil errichtet.

## Ausstattung

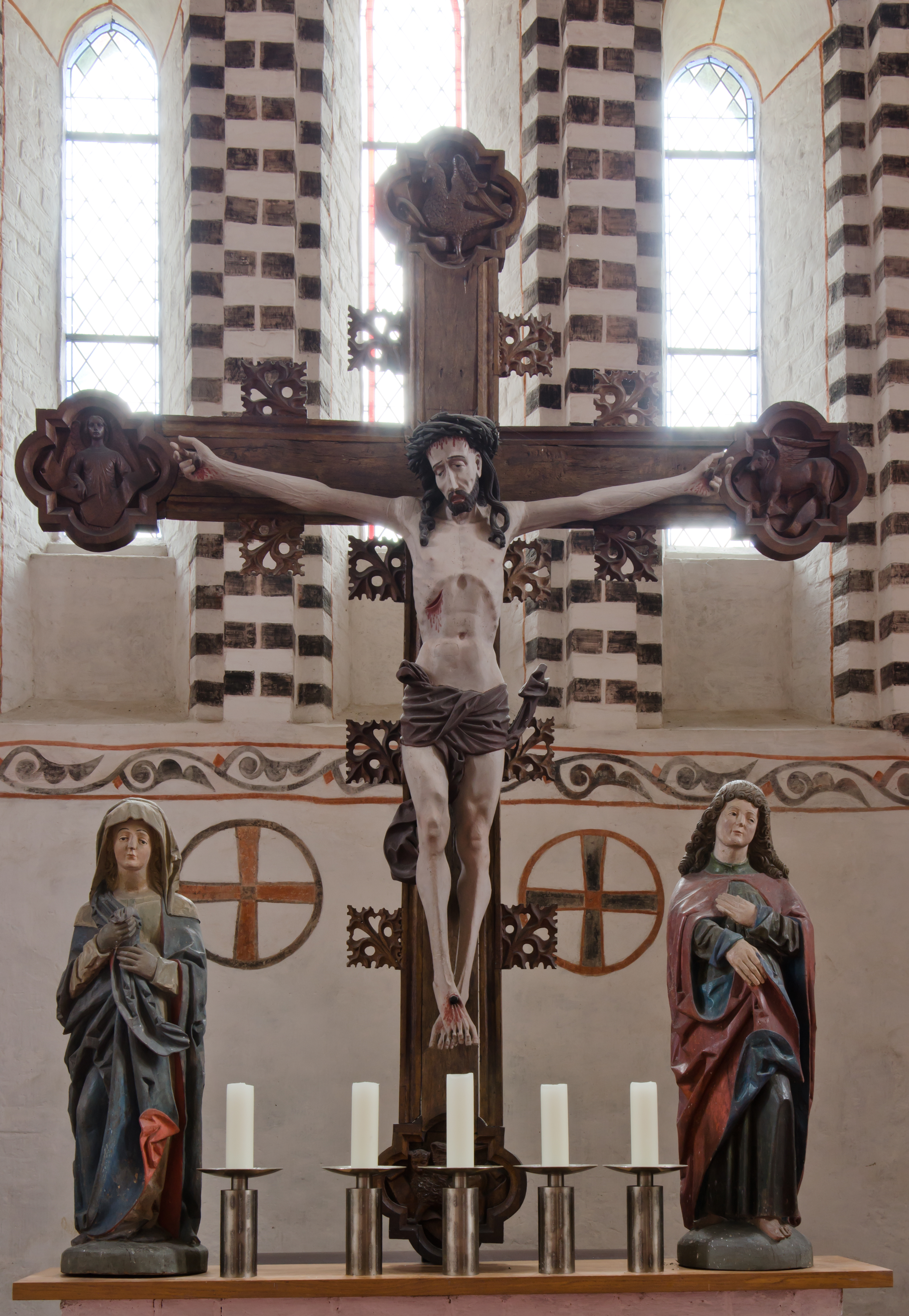
Altar

Bei Restaurierungsarbeiten wurden 1977 Fresken aus der Entstehungszeit des Chores entdeckt. Die Wände und das Gewölbe wurden mit Blumenmotiven, Kreuzen und Sternen verziert.

### Altar
Der Altar in seiner heutigen Form existiert seit 1979.
Das prägende Triumphkreuz mit den zur Seite gestellten Figuren von Maria und Johannes stammt aus dem 15. Jahrhundert. Bis zum Einzug der jetzigen Holzdecke befand sich diese Gruppe auf einem Balken im Chorbogen.

### Mittelalterliche Plastiken
Im Langhaus sind zwei Plastiken aufgestellt. Die Sitzfigur des Bischofs Godehard stammt aus der ersten Hälfte des 15. Jahrhunderts und war ursprünglich farbig gefasst. Bischofsstab, Kirchenmodel und Kappe gingen bei der Auslagerung am Ende des Zweiten Weltkrieges verloren und wurden 2006 durch Nachbildungen ersetzt.
Die Madonnenfigur stammt vom Ende des 13. Jahrhunderts und war ebenfalls bemalt.
Dargestellt ist die Gottesmutter mit dem Lilienzepter und ihr Sohn, welcher mit dem Reichsapfel als Weltenrichter gekennzeichnet ist.

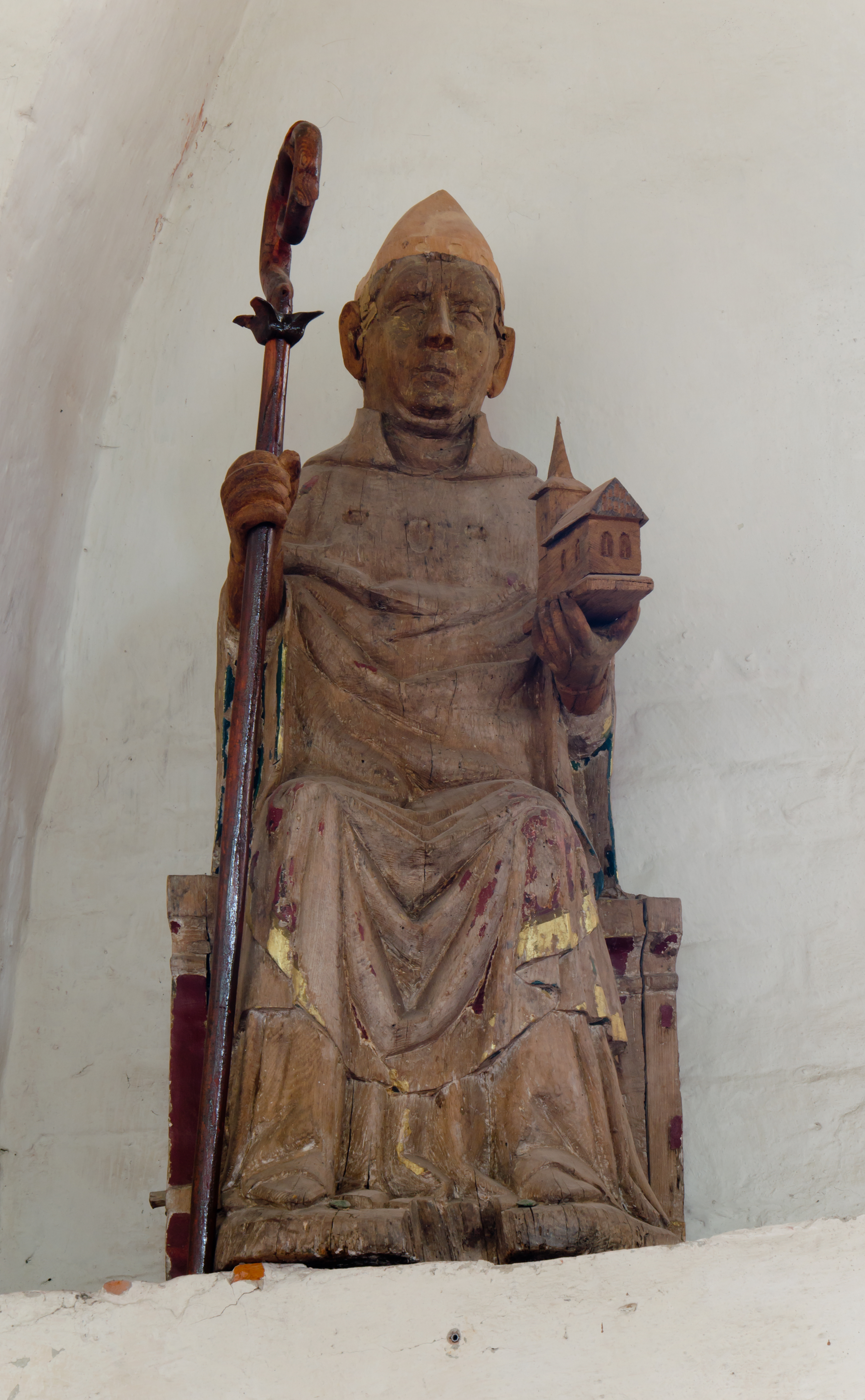
St. Godehard
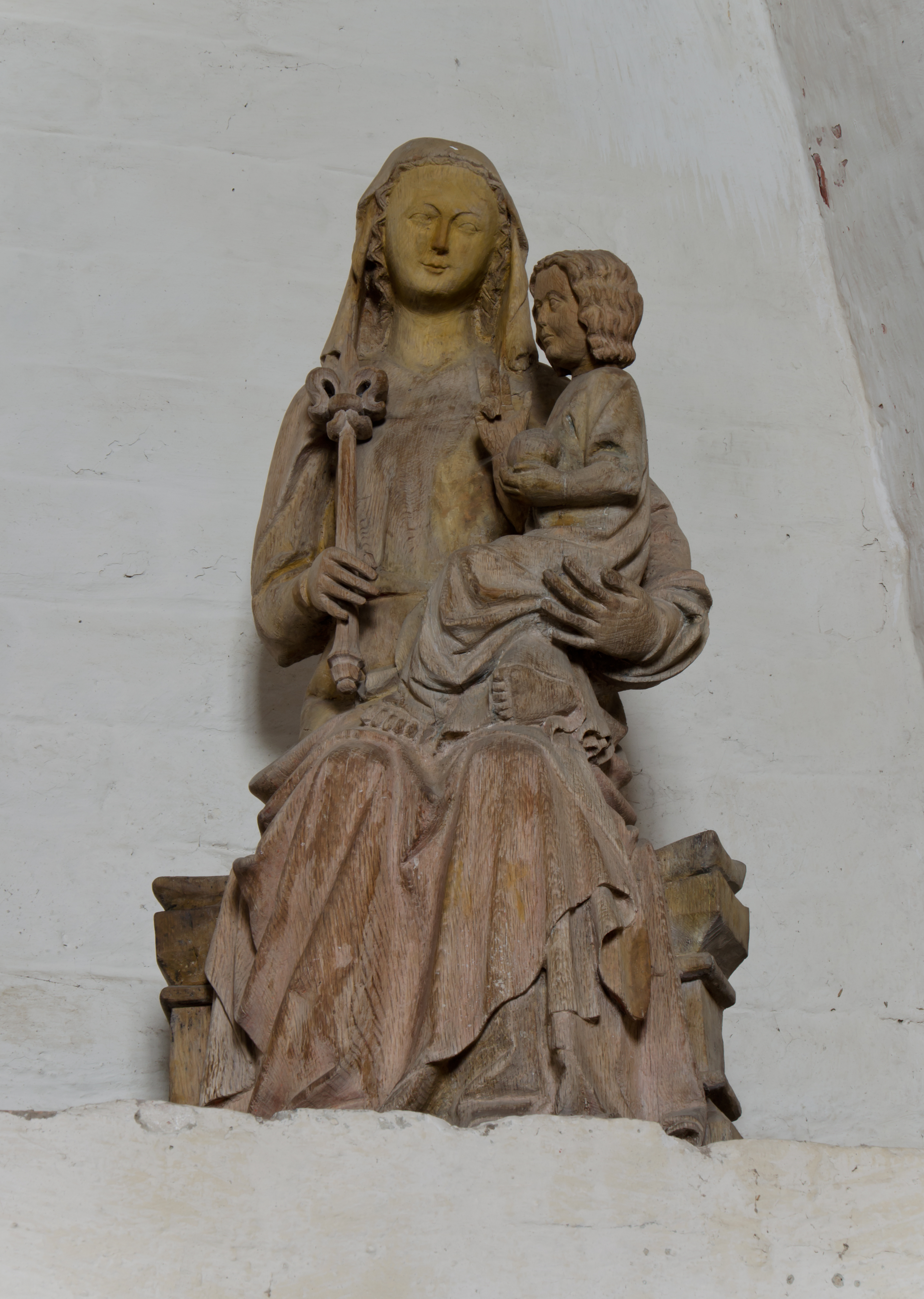
Maria mit Kind

### Orgel

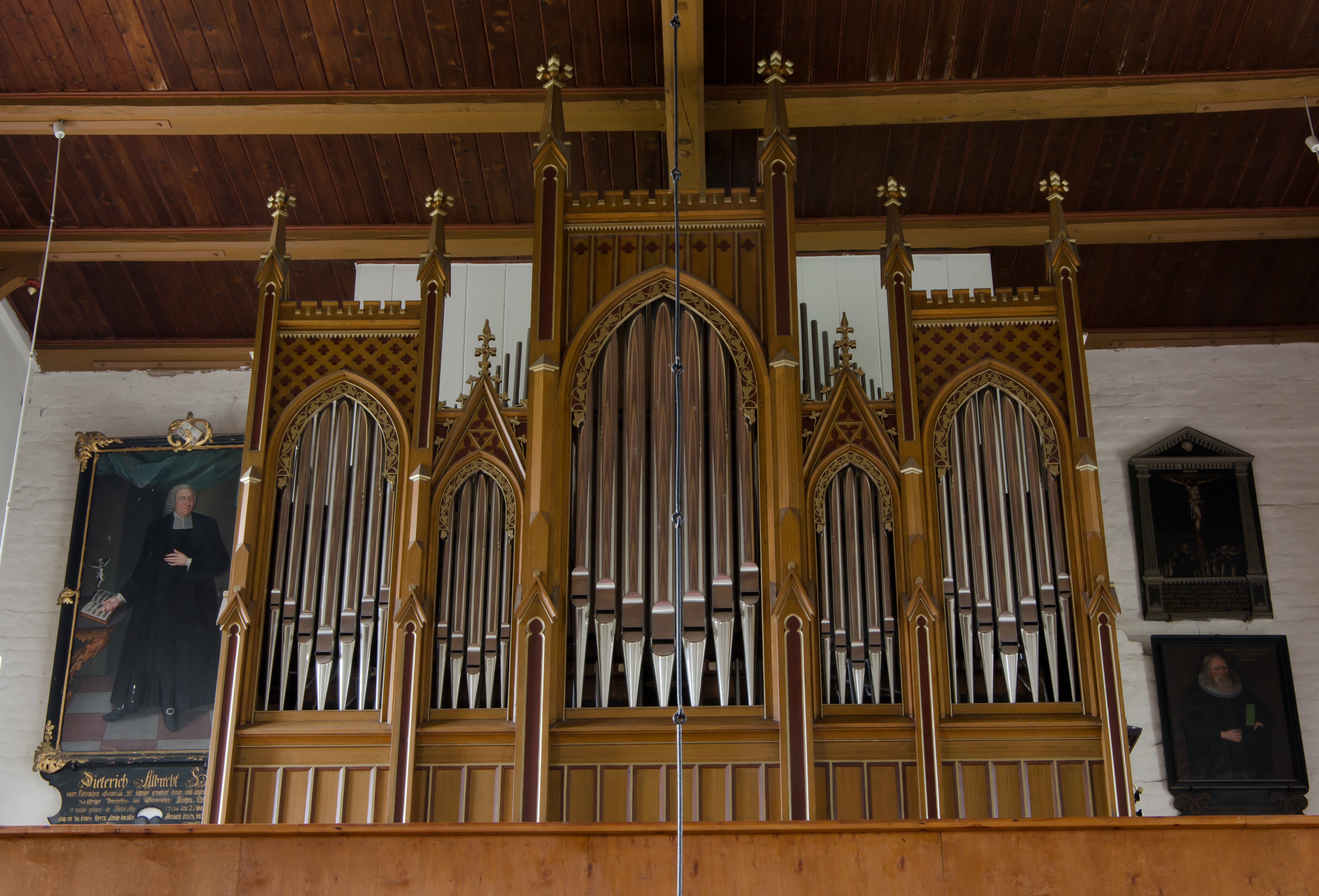
Orgel

Der Bau der Orgel (II/P/12) wurde 1858 durch den Orgelbaumeister Heinrich Rasche begonnen. Vollendet wurde sie 1861 durch Friedrich Hermann Lütkemüller, nachdem Rasche altersbedingt aufgeben musste.
Die Orgel verfügt über zwölf Register auf zwei Manualen und Pedal.
1999 wurde die Orgel aufwändig restauriert. Die Disposition lautet:
| I. Manual C–f3      |       |   |
| Bordun              | 16’   | R |
| Principal           | 8’    |   |
| Gedackt             | 8’    |   |
| Octave              | 4’    |   |
| Nassat              | 2 ⁄3’ |   |
| Octave              | 2’    |   |
| Mixtur III (C–h II) |       |   |

| II Manual C–f3   |      |   |
| Lieblich Gedackt | 8’ B | R |
| Salicional       | 8’   |   |
| Flauto dolce     | 4’   | R |

| Pedal C–d1  |     |   |
| Subbaß      | 16’ | R |
| Violoncello | 8’  | R |

(R – Register von Rasche)
- Koppeln: Pedalcoppel, Manualcoppel (I/P)
- Sperrventil I. Manual
- Sperrventil II. Manual

### Glocken
Die alten Kessiner Glocken wurden während des Kirchturmbrandes 1885 zerstört, woraufhin in Wismar drei neue Glocken gegossen wurden, eine davon aus dem Material der alten Glocken. Diese Glocken wurden während des Zweiten Weltkrieges eingeschmolzen. Nach 1945 erhielt die Kirche eine Glocke aus der im Krieg zerstörten St.-Jacobi-Kirche in Rostock. Die Glocke war, wie die Kessiner Glocken, zur Verwendung für die Rüstungsindustrie vorgesehen, überstand den Krieg aber auf dem Hamburger Glockenfriedhof. Aufgrund ihres hohen Alters (14. Jahrhundert) ist sie kulturhistorisch besonders bedeutsam. Die kleine Glocke wurde im Jahre 1866 für Heinrich Graf von Bassewitz vom Wismarer Glockengießer Peter Martin Hausbrandt gegossen. Sie gilt ebenfalls als kulturhistorisch wertvoll. Das Material stammt von einer älteren, 1797 entstandenen Glocke. Die mittlere Glocke wurde 1977 vom VEB Apolda Glockengießerei gegossen und ist die Stiftung des Beseliner Ehepaares Ewendt.

### Bilder
Auf beiden Seiten der Orgel hängen Bilder zweier ehemaliger Pastoren. Das linke stellt Dieterich Albrecht Hincke (1704–1783) dar und stammt aus dem Jahr 1783. Das kleinere aus dem Jahr 1679 hängt rechts und erinnert an Pastor Henricus Lutherus Klaprode (um 1607–1679), der 38 Jahre Pastor im Ort gewesen war.
Über diesem befindet sich das vom Müller Jochim Kohne gestiftete Votivbild aus dem Jahr 1604. Damals verstarben innerhalb von nur zwei Wochen neun seiner Kinder. Auf dem zum Andenken gestifteten Epitaph sind die Kinder mit weißen Totenhemden dargestellt.

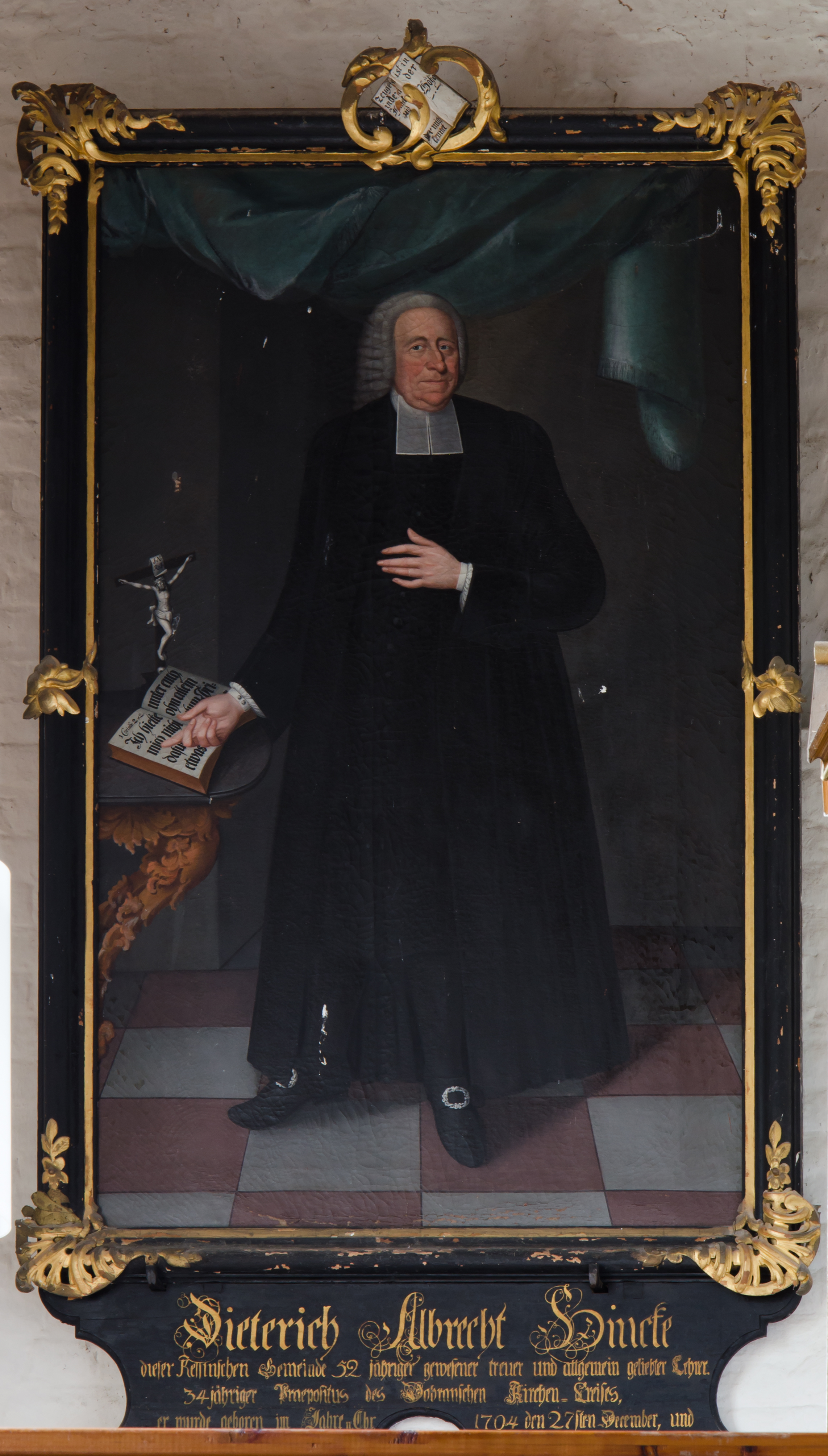
Pastor Hincke
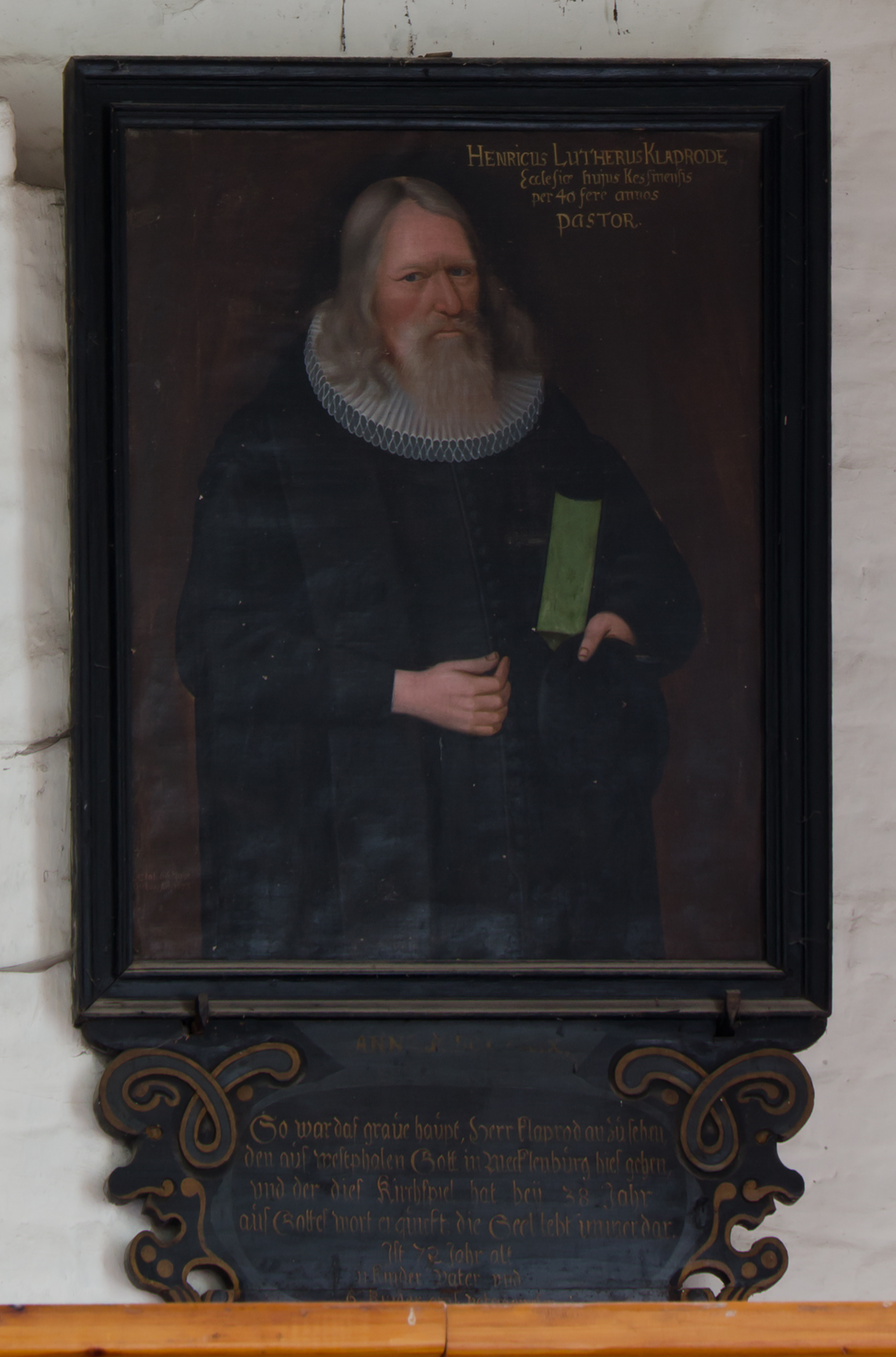
Pastor Klaprode
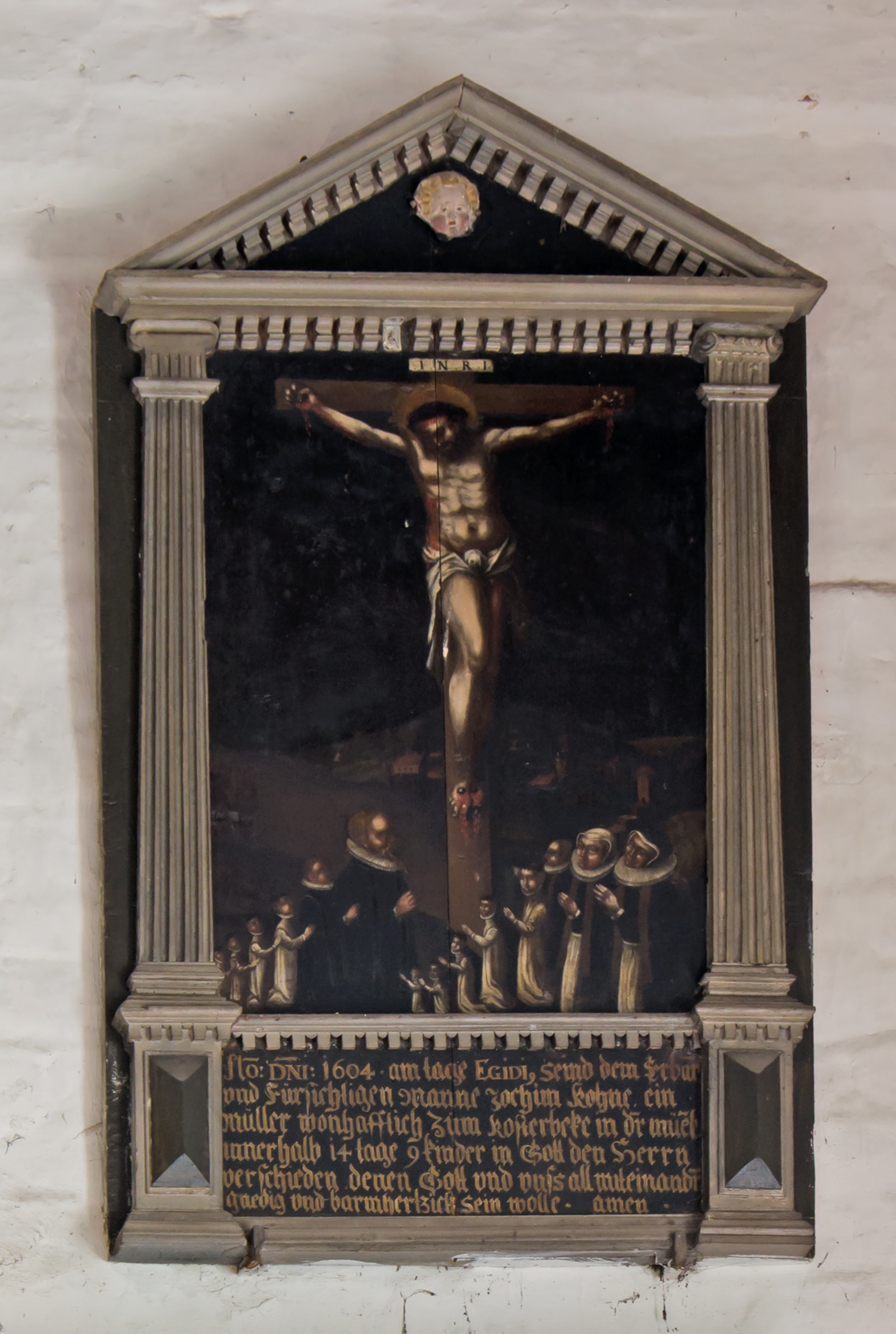
Votivbild von Jochim Kohne